# Меженцин (Пултуський повіт)
Меженцин (пол. Mierzęcin) — село в Польщі, у гміні Затори Пултуського повіту Мазовецького воєводства.
Населення — 84 особи (2011).
У 1975-1998 роках село належало до Остроленцького воєводства.

## Демографія
Демографічна структура станом на 31 березня 2011 року:
|          | Загалом | Допрацездатний вік | Працездатний вік | Постпрацездатний вік |
| -------- | ------- | ------------------ | ---------------- | -------------------- |
| Чоловіки | 43      | 7                  | 26               | 10                   |
| Жінки    | 41      | 10                 | 19               | 12                   |
| Разом    | 84      | 17                 | 45               | 22                   |